# Лиота (тауншип, Миннесота)
Лиота (англ. Leota) — тауншип в округе Ноблс, Миннесота, США. На 2000 год его население составило 463 человека.

## География
По данным Бюро переписи населения США площадь тауншипа составляет 93,7 км², из которых 93,7 км² занимает суша, водоёмов нет.

## Демография
По данным переписи населения 2000 года здесь находились 463 человека, 191 домохозяйство и 147 семей.  Плотность населения —  4,9 чел./км².  На территории тауншипа расположено 204 постройки со средней плотностью 2,2 построек на один квадратный километр. Расовый состав населения: 99,14 % белых, 0,43 % азиатов и 0,43 % приходится на две или более других рас. Испанцы или латиноамериканцы любой расы составляли 0,43 % от популяции тауншипа.
Из 191 домохозяйства в 27,2 % воспитывались дети до 18 лет, в 73,8 % проживали супружеские пары, в 1,0 % проживали незамужние женщины и в 23,0 % домохозяйств проживали несемейные люди. 23,0 % домохозяйств состояли из одного человека, при том 16,2 % из — одиноких пожилых людей старше 65 лет. Средний размер домохозяйства — 2,42, а семьи — 2,85 человека.
23,8 % населения младше 18 лет, 4,5 % в возрасте от 18 до 24 лет, 23,5 % от 25 до 44, 23,3% от 45 до 64 и 24,8 % старше 65 лет. Средний возраст — 44 года. На каждые 100 женщин приходилось 100,4 мужчин.  На каждые 100 женщин старше 18 приходилось 96,1 мужчин.
Средний годовой доход домохозяйства составлял 31 818 долларов, а средний годовой доход семьи —  37 500 долларов. Средний доход мужчин —  26 417  долларов, в то время как у женщин — 23 750. Доход на душу населения составил 14 948 долларов. За чертой бедности находились 11,8 % семей и 12,8 % всего населения тауншипа, из которых 20,2 % младше 18 и 17,2 % старше 65 лет.